# Чертовская
Чертовская (Чертовская Песочня) — река в России, протекает по Калужской и Тульской областям. Правый приток Жиздры.

## География
Река Чертовская течёт через дубовые и еловые леса Козельского района Калужской области. Небольшой участок в нижнем течении реки находится на территории Тульской области. Устье реки находится у деревни Камышинка в 23 км по правому берегу реки Жиздра. Длина реки составляет 15 км, площадь водосборного бассейна — 54 км².
На берегу реки находится урочище Чёртово городище.

## Данные водного реестра
По данным государственного водного реестра России относится к Окскому бассейновому округу, водохозяйственный участок реки — Ока от города Белёв до города Калуга, без рек Упа и Угра, речной подбассейн реки — бассейны притоков Оки до впадения Мокши. Речной бассейн реки — Ока.
Код объекта в государственном водном реестре — 09010100512110000020360.